# Booker Huffman
Booker Tio Huffman Jr. (n. 1 martie 1965) este un wrestler american, mai cunoscut sub numele de ring Booker T. Este un wrestler american și comentator, în prezent lucrând pentru WWE în brand-ul SmackDown.
Booker este bine cunoscut datorită timpului petrecut în WCW, WWE și TNA. Boker a deținut în toate aceste promoții mai bine de 35 de titluri majore. Este cel mai decorat wrestler din fostul WCW unde a deținut 20 de titluri. În 2007 Booker a semnat un contract cu TNA pe 3 ani, unde a deținut titlul TNA Legends Championship și titlul la echipe.  La finalul lui 2009 Booker la înfruntat pe Rob Van Dam pentru titlul mondial, dar a fost învins.
În 2009 Booker a semnat un contract pe 2 ani cu International Wrestling Association.
Pe data de 30 ianuarie 2011 el s-a întors în WWE la Royal Rumble dar nu a reușit să câștige. În decursul anului 2011 Booker la înfruntat de mai multe ori pe Campionul Intercontinental Cody Rhodes pentru titlul acestuia, însă nu a reușit să îl câștige de la acesta.

## Carieră

### World Championship Wrestling (1993-2001)

#### 1993-1997
Booker și fratele său, Lane, au semnat cu World Championship Wrestling (WCW) la mijlocul anilor 1990, după ce au fost recomandați de Sid Vicious. În august 1993, au debutat ca o echipă cunoscută sub numele de Harlem Heat, numindu-se Kole (Booker) și Kane (Lane). Când au debutat au fost heel și au avut o dispută cu Harley Race și Col. Rob Parker și s-au luptat alături de Sid și Vader într-un meci WarGames la Fall Brawl împotriva lui Sting, Davey Boy Smith, Dustin Rhodes și The Shockmaster, pierzând atitudinea heel. După asta, la Halloween Havoc, s-au confruntat cu Shockmaster, Ice Train și Charlie Norris cu The Equalizer. La SuperBrawl IV s-au confruntat cu Lightning și Thunder, câștigând pentru prima dată într-un PPV.
În 1994, au cerut-o pe Sister Sherri să fie managerul lor și și-au schimbat numele la Booker T și Stevie Ray. La Halloween Havoc, Booker l-a învins pe Bill Armstrong. Inițial, avea să fie un meci într-e Harlem Heat împotriva lui The Amstrongs, dar Brad Armstrong nu a apărut în luptă. La sfârșitul anului 1994, a-u câștigat primul lor Campionat Mondial pe echipe din WCW după ce i-au învins pe Stars 'n' Stripes (The Patriot și Marcus Alexander Bagwell) în decembrie. După ce a-u pierdut titlurile cu The Nasty Boys, Harlem Heat l-ea recuperat la data de 24 iunie 1995.
Apoi au avut o dispută cu "Stud Stable", al lui Col. Parker, format din "Dirty" Dick Slater și Bunkhouse Buck. Parker și Sherri s-au îndrăgostit și Parker a plecat de la Stud Stable pentru a se alătura lui Heat pentru a fi cu Sherri. Harlem Heat a-u câștigat Campionatele pe echipe la Fall Brawl 1995, învingândui pe Dick Slater și Bunkhouse Buck. Cel de-a treia domnie a lor a durat o zi, dar lea-u recuperat nouă zile mai târziu împotriva lui The American Males (Buff Bagwell și Scotty Riggs).
Pe 24 iunie 1996, la "Nitro", Harlem Heat i-au învins Lex Luger și Sting pentru a câștiga campionatele WCW World Tag Team pentru a cincea oară. După ce a-u pierdut titlurile împotriva fraților Steiner, Harlem Heat a-u recucerit titlurile trei nopți mai târziu, pe 27 iulie 1996. Pe 23 septembrie 1996, Booker T și Stevie Ray a-u fost învinși de Enemy Public (Rocco Rock & Johnny Grunge), dar au cucerit titlurile pentru a șaptea oară pe 1 octombrie 1996.
După ce a-u pierdut titlul la The Outsiders (Kevin Nash & Scott Hall), pe 26 octombrie 1996, l-au concediat pe Col. Parker, l-au bătut și a-u devenit face. Atunci a-u început un feud împotriva noii echipe a lui Parker Canadienii francezi uimitori, o rivalitate care au câștigat. În 1997 au avut o altă rivalitate cu "Public Enemy" (Johnny Grunge & Rocco Rock), The Steiners și NWo. La sfârșitul lui 1997, au concediato pe Sherri și au numit un nou manager, Jacqueline. Aceștia au fost scoși din acțiune de către NWo și s-au întors cu o luptă împotriva lui "Faces of Fear" (Meng & The Barbarian). Stevie a luat apoi 5 luni în urmă pentru a se recupera de o accidentare la gleznă, iar Jacqueline a plecat în WWF.
Huffman a trecut la acțiuni individuale. Huffman a câștigat Campionatul Mondial de Televiziune WCW de șase ori (un record în companie), câștigând primul Disco Inferno la Monday Night Nitro pe 29 decembrie 1997.

## Viața personală
Booker s-a căsătorit cu prima lui soție Levestia în 1996. Booker a divorțat de Levestia în 2001 și s-a căsătorit cu Sharmell în 2005.

## Titluri în Wrestling
- Global Wrestling Federation

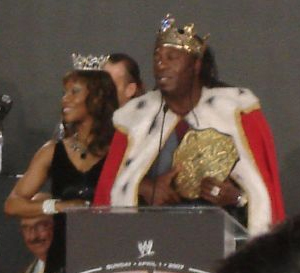
King Booker as World Heavyweight Champion, with his wife Sharmell.

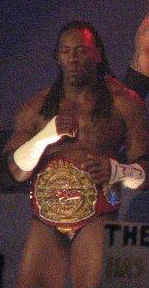
Booker T as TNA Legends Champion.

  - GWF Tag Team Championship (3 ori) – cu Stevie Ray[5]
- Las Vegas Pro Wrestling
  - LVPW UWF Heavyweight Championship (1 dată)[6]
- Prairie Wrestling Alliance
  - PWA Heavyweight Championship (1 dată)[7]
- Pro Wrestling Illustrated
  - Inspirational Wrestler of the Year (2000)[8]
  - Most Improved Wrestler of the Year (1998)[8]
  - Tag Team of the Year (1995, 1996) with Stevie Ray[8]
  - Ranked No. 5 of the top 500 wrestlers in the PWI 500 in 2001[9]
- Texas All-Pro Wrestling
  - TAP Heavyweight Championship (1 dată)[10]
- Reality of Wrestling
  - ROW Tag Team Championship (1 dată) – cu Stevie Ray[11]
- Total Nonstop Action Wrestling
  - TNA Legends Championship (1 dată)[12]
  - TNA World Tag Team Championship (1 dată) – cu Scott Steiner[12]
- World Championship Wrestling
  - WCW World Heavyweight Championship (4 ori)1[13]
  - WCW World Television Championship (6 ori)[14]
  - WCW United States Heavyweight Championship (1 dată)[15]
  - WCW World Tag Team Championship (10 ori) – cu Stevie Ray[16]
  - Al nouolea WCW Triple Crown Champion
- World Wrestling Federation/World Wrestling Entertainment/WWE
  - WCW Championship (1 dată)
  - World Heavyweight Championship (1 dată)[17]
  - WWE Intercontinental Championship (1 dată)[18]
  - WWE United States Championship (3 ori)[15]
  - WWF Hardcore Championship (2 ori)[19]
  - WWF/World Tag Team Championship (3 ori) – cu Test (1), Goldust (1) și Rob Van Dam (1)[20]
  - WCW Tag Team Championship (1 dată) – cu Test
  - King of the Ring (2006)[21]
  - WWE Hall of Fame (Class of 2013)
  - Sixteenth Triple Crown Champion
  - Ninth Grand Slam Champion
- Wrestling Observer Newsletter
  - Most Underrated (2002)